# 島津勝久
島津 勝久（しまづ かつひさ）は、戦国時代から安土桃山時代にかけての薩摩国の大名。島津氏第14代当主。

## 生涯
文亀3年（1503年）、 島津氏第11代当主・島津忠昌の三男として誕生する。忠兼（勝久の初名）は最初、頴娃氏の名跡を継いでいた。しかし、室町時代末期の頃の薩摩守護・島津氏は、家中の内乱や当主の相次ぐ急死により弱体化しており、そのような中で忠兼は永正16年（1519年）に兄で13代当主の島津忠隆の死去によりその跡を継いだ。急遽家督を継いだこともあり政権基盤は弱く、なおかつ薩州家第5代当主・島津実久が自らの姉が忠兼の夫人であるのをよいことに次第に権勢を強める始末であった（その妻とは後に離縁）。そのため島津氏の有力分家である相州家の協力を得るために、大永6年（1526年）11月島津忠良の長男・貴久を養子に迎えて家督を譲り、国政を委ねて伊作へ隠棲した。ところが、島津実久がこの決定に猛烈に反対し、大永7年（1527年）6月に清水城の貴久を急襲、これを追い落として忠兼を再び守護へと戻した（『島津国史』・『貴久記』など）。翌大永8年（1528年）に忠兼から勝久へと改名した。
ところが、実際には家督を継いだ直後の勝久は亡兄・忠隆時代からの老中（家老）を積極的に入れ替えたために守護家の重臣の間に勝久への不満が高まっていた。新しく起用された老中たちは相州家に近い者が多く、彼らの影響を受ける形で貴久との養子縁組および家督譲渡が推進されたとみられている。一方、解任された老中は実久の貴久追い落としに加担している上、復帰した勝久によって再登用されている。山口研一は貴久への家督譲渡は勝久の積極的意思ではなく相州家に近い老中によって動かされた可能性が高く、このため実久により守護職の悔返を求められるとあっさり同意してしまった。だが、こうした朝令暮改を地で行くような勝久の行動が家臣団に非常な動揺を与えたと評している。
勝久は実久に擁され鹿児島に戻ると、再び国政を執ろうと図る。享禄2年（1529年）、この事態を憂慮した豊州家の島津忠朝は、新納忠勝・禰寝清年・肝付兼演・本田薫親・樺山善久・島津運久・島津秀久・阿多忠雄ら島津一族と共に勝久を諌めたが、勝久は聞き入れず一同を憤激させた。また、天文3年（1534年）にも国老である川上昌久が勝久を諌めようと寵臣末弘忠季を殺害する。勝久はこれを恐れて禰寝重就を頼って逃亡するも、翌年に戻って昌久を切腹においやった。これに憤激した実久も遂に勝久を除く意思を固め、同年8月に川上氏と共同して勝久を襲撃した。勝久は直臣にも見捨てられ、実久に「屋形」号を譲って帖佐へ逃亡した。実久はこの時点で守護家の家臣団や国人領主に推される形で守護職に就いたが、その後の貴久系の宗家継承によってこの事実が消されたとみられている。翌月に日向国真幸院の北原氏と大隅国帖佐の祁答院氏の協力を得て反撃に及ぶが、初戦こそ勝利したものの再び敗れて逃亡、まず祁答院氏を頼り、次いで北原氏、更に日向国庄内の北郷氏を頼った。その後、忠良・貴久父子と再度連携して一時的に巻き返しが成功するも、北郷氏を含めて貴久の擁立へと傾き始め、結局勝久は母の実家である大友氏を頼って豊後国へ亡命した。
天正元年（1573年）、同地の沖の浜という地で死去。享年71。墓所は鹿児島の隆盛院、後に福昌院。子に天文4年（1535年）生まれの島津忠良らがいる。長男忠良は後に薩摩国へ戻り、忠良の三人の子は島津義久に仕えて次男は藤野姓、三男は亀山姓を名乗った。また、次男久考以下は大友氏に仕え、大友氏の豊臣氏による改易後、子孫は関東の徳川氏に仕えた。また女子の一之台は大友氏の室となり、宗俊は兄の又四郎により殺害されている（詳細不明）。